# Clairfontaine
Clairfontaine és un municipi francès situat al departament de l'Aisne i a la regió dels Alts de França. L'any 2007 tenia 570 habitants.

## Demografia

### Població
El 2007 la població de fet de Clairfontaine era de 570 persones. Hi havia 188 famílies de les quals 24 eren unipersonals (16 homes vivint sols i 8 dones vivint soles), 68 parelles sense fills, 76 parelles amb fills i 20 famílies monoparentals amb fills.
La població ha evolucionat segons el següent gràfic:
Habitants censats

### Habitatges
El 2007 hi havia 208 habitatges, 187 eren l'habitatge principal de la família, 5 eren segones residències i 17 estaven desocupats. Tots els 207 habitatges eren cases. Dels 187 habitatges principals, 153 estaven ocupats pels seus propietaris, 31 estaven llogats i ocupats pels llogaters i 3 estaven cedits a títol gratuït; 1 tenia una cambra, 20 en tenien tres, 53 en tenien quatre i 113 en tenien cinc o més. 142 habitatges disposaven pel capbaix d'una plaça de pàrquing. A 96 habitatges hi havia un automòbil i a 80 n'hi havia dos o més.

### Piràmide de població
La piràmide de població per edats i sexe el 2009 era:
| Homes | Edats   | Dones |
| ----- | ------- | ----- |
| 0     | 95 o +  | 0     |
| 0     | 90 a 94 | 0     |
| 0     | 85 a 89 | 0     |
| 4     | 80 a 84 | 4     |
| 8     | 75 a 79 | 20    |
| 12    | 70 a 74 | 16    |
| 12    | 65 a 69 | 16    |
| 4     | 60 a 64 | 0     |
| 8     | 55 a 59 | 12    |
| 20    | 50 a 54 | 24    |
| 20    | 45 a 49 | 16    |
| 12    | 40 a 44 | 12    |
| 20    | 35 a 39 | 8     |
| 24    | 30 a 34 | 20    |
| 20    | 25 a 29 | 20    |
| 8     | 20 a 24 | 24    |
| 12    | 15 a 19 | 4     |
| 16    | 10 a 14 | 20    |
| 8     | 5 a 9   | 24    |
| 20    | 0 a 4   | 24    |

## Economia
El 2007 la població en edat de treballar era de 392 persones, 288 eren actives i 104 eren inactives. De les 288 persones actives 268 estaven ocupades (139 homes i 129 dones) i 20 estaven aturades (6 homes i 14 dones). De les 104 persones inactives 25 estaven jubilades, 50 estaven estudiant i 29 estaven classificades com a «altres inactius».

### Ingressos
El 2009 a Clairfontaine hi havia 188 unitats fiscals que integraven 530 persones, la mediana anual d'ingressos fiscals per persona era de 15.970 €.

### Activitats econòmiques
Dels 12 establiments que hi havia el 2007, 1 era d'una empresa extractiva, 1 d'una empresa de fabricació d'altres productes industrials, 5 d'empreses de construcció, 1 d'una empresa de comerç i reparació d'automòbils, 1 d'una empresa d'hostatgeria i restauració, 2 d'empreses de serveis i 1 d'una empresa classificada com a «altres activitats de serveis».
Dels 4 establiments de servei als particulars que hi havia el 2009, 2 eren paletes, 1 lampisteria i 1 restaurant.
L'any 2000 a Clairfontaine hi havia 34 explotacions agrícoles que ocupaven un total de 1.430 hectàrees.

## Poblacions més properes
El següent diagrama mostra les poblacions més properes.